# Lepidium weddellii
Lepidium weddellii är en korsblommig växtart som beskrevs av Otto Eugen Schulz. Lepidium weddellii ingår i släktet krassingar, och familjen korsblommiga växter. Inga underarter finns listade i Catalogue of Life.